# Ghayavi jezik
Ghayavi jezik (ISO 639-3: bmk; alternativni nazivi: boanai, boanaki, boianaki, boinaki, galavi dani su od ljudi koji su došli sa strane), austronezijski jezik iz Papue Nove Gvineje, kojim govori oko 2 810 ljudi (2000) u provinciji Milne Bay, distrikt Alotau.
Leksički mu je najbliži gapapaiwa [pwg] 76%, s kojim pripada podskupini are, ina kojem su bilingualni kao i na wedau [wed] ili engleskom [eng] jeziku.

## Vanjske poveznice
- Ethnologue (14th)
- Ethnologue (15th)